# Marika Elena David
Marika Elena David (* 1975) ist eine deutsch-dänische evangelische Pastorin. Sie war ab 2003 als Schauspielerin, Tänzerin und Choreografin tätig.

## Leben
Marika Elena David zog als Erwachsene nach Deutschland. In den 2000er Jahren wurde sie als Tänzerin und Choreografin aktiv. Zur selben Zeit bis 2012 hatte sie kleinere Auftritte als Schauspielerin in Filmen und Fernsehserien. Mit 32 Jahren ließ sie sich taufen. Anschließend studierte sie ab 2009 Theologie an der Humboldt-Universität zu Berlin. Nach kurzer Zeit als Religionslehrerin in Berlin und Kopenhagen begann Marika David 2019 ihr Vikariat in der Johanniskirche Schlachtensee in Berlin. Zwischen Januar 2023 und Dezember 2024 übernahm sie ihre erste Pfarrstelle in Mariendorf Süd. Seither ist sie freiberufliche Pfarrerin.
Marika Elena David hat zwei Schwestern, die Schauspielerin Inez Bjørg David (* 1982) und die Sängerin Anna David (* 1984), sowie einen Bruder. Sie ist alleinerziehende Mutter einer Tochter.

## Filmografie (Auswahl)
- 2002: Beyond the Limits
- 2004: Marienhof (Fernsehserie, 2 Folgen)
- 2004: Im Namen des Gesetzes (Fernsehserie, eine Folge)
- 2006: Berlin Bohème (Fernsehserie, eine Folge)
- 2007: Küstenwache (Fernsehserie, eine Folge)
- 2008: Project Mindlog
- 2010: Da kommt Kalle (Fernsehserie, eine Folge)
- 2011: Rubbeldiekatz
- 2012: Klinik am Alex (Fernsehserie, 3 Folgen)